# 16231 Jessberger
16231 Jessberger este un asteroid din centura principală de asteroizi.

## Descriere
16231 Jessberger este un asteroid din centura principală de asteroizi. A fost descoperit pe 11 martie 2000 la Stația Anderson Mesa în cadrul programului LONEOS. Asteroidul prezintă o orbită caracterizată de o semiaxă mare de 3,10 ua, o excentricitate de 0,14 și o înclinație de 2,9° în raport cu ecliptica.